# Prémios Sophia de 2018
A 7.ª Edição dos Prémios Sophia ocorreu a 25 de março de 2018, no Casino Estoril, no Estoril. Os nomeados foram revelados no dia 27 de fevereiro de 2018. A cerimónia foi apresentada por Manuel Marques e transmitida em direto na RTP2.

## Cerimónia
Após o anúncio dos nomeados a 27 de Fevereiro, a cerimónia de entrega dos prémios realizou-se no dia 25 de Março de 2018 e decorreu, pela primeira vez, no Casino Estoril. Por motivos de saúde a apresentadora previamente designada, Ana Bola, foi substituída por Manuel Marques, no que foi a sua primeira apresentação nos Prémios Sophia. Como habitual, a cerimónia foi transmitida em directo pela RTP2.

## Prémios Sophia
Nota: Os vencedores estão destacados a negrito.

### Categorias Principais
| Melhor Filme | Melhor Realizador |
| --- | --- |
| - São Jorge, de Marco Martins - A Fábrica de Nada, de Pedro Pinho - Al Berto, de Vicente Alves do Ó - Fátima, de João Canijo                    | - Marco Martins, por São Jorge - João Canijo, por Fátima - João Botelho, por Peregrinação - Pedro Pinho, por A Fábrica de Nada |
| Melhor Ator Principal | Melhor Atriz Principal |
| - Nuno Lopes, em São Jorge - Miguel Borges, em Uma Vida à Espera - Cláudio da Silva, em Peregrinação - José Pimentão, em Al Berto               | - Rita Blanco, em Fátima - Carla Galvão, em A Fábrica de Nada - Anabela Moreira, em Fátima - Mariana Nunes, em São Jorge |
| Melhor Ator Secundário | Melhor Atriz Secundária |
| - José Raposo, em São Jorge - Adriano Luz, em São Jorge - João Villas-Boas, em Al Berto - Duarte Grilo, em Al Berto                             | - Isabel Abreu, em Uma Vida à Espera - Beatriz Batarda, em São Jorge - Catarina Wallenstein, em Peregrinação - Raquel Rocha Vieira, em Al Berto |
| Melhor Argumento Original | Melhor Argumento Adaptado |
| - Ricardo Adolfo e Marco Martins, por São Jorge - João Canijo, por Fátima - Vicente Alves do Ó , por Al Berto - Paulo Filipe Monteiro, por Zeus | - Pedro Pinho, Luísa Homem, Leonor Noivo e Tiago Hespanha, por A Fábrica de Nada, baseado na peça homónina de Judith Herzberg - João Botelho, por Peregrinação, adaptado do livro homónimo de Fernão Mendes Pinto - David Machado e Tiago R. Santos, por Índice Médio de Felicidade, adaptado do livro homónimo de David Machado - Jorge António, Paulo Leite e Virgílio Almeida, por A Ilha dos Cães, baseado no livro Os Senhores do Areal de Henrique Abranches |

| Melhor Direção de Fotografia | Melhor Montagem |
| --- | --- |
| - Carlos Lopes, por São Jorge - Luís Branquinho, por Peregrinação - Rui Poças, por Al Berto - Leonor Teles, por Verão Danado                                                                                   | - Cláudia Oliveira, Edgar Feldman, Luísa Homem, por A Fábrica de Nada - Mariana Gaivão, por São Jorge - João Braz, por Peregrinação - Pedro Ribeiro, por Índice Médio de Felicidade |
| Melhor Direção de Arte | Melhor Som |
| - Wayne dos Santos, por São Jorge - Joana Cardoso, em Al Berto - João Torres, em Zeus - Bruno Caldeira, em A Ilha dos Cães                                                                                     | - Pedro Melo, Elsa Ferreira e Branko Neskov, por Al Berto - Olivier Blanc e Hugo Leitão, por São Jorge - Francisco Veloso, Paulo Abelho e Tiago Inuit, por Peregrinação - Elsa Ferreira, Olivier Hespel e Gérard Rousseau, por Fátima |
| Melhor Banda Sonora Original | Melhor Canção Original |
| - Rita Redshoes e The Legendary Tigerman, por Ornamento e Crime - Rodrigo Leão, por 100 Metros - Hugo Leitão, Nuno Malo e Rafael Toral, por São Jorge - Luís Bragança Gil e Daniel Bernardes, por Peregrinação | - "Fim" — interpretação e composição de Lúcia Moniz, em Uma Vida à Espera - "Sementes do Impossível" – interpretação e composição de Xutos e Pontapés, em Índice Médio de Felicidade - "VOODOO" — composição de Rita Redshoes e The Legendary Tigerman e interpretação de Rita Redshoes, em Ornamento e Crime - "Ribombar do Amor" – interpretação e composição de Jorge Prendas, em Delírio em Las Vedras |
| Melhor Guarda-Roupa | Melhor Maquilhagem e Cabelos |
| - Sílvia Grabowski, por Peregrinação - Joana Cardoso, por Al Berto - Sílvia Grabowski, por Zeus - Lucha D’Orey, por O Divã de Estaline                                                                         | - Rita Castro e Felipe Muiron, por Peregrinação - Abigail Machado e Mário Leal, por Al Berto - Djanira Cirilo da Cruz e Maria Almeida (Nani), por São Jorge - Nuno Esteves “Blue” e Mizé Silvestre, por O Divã de Estaline |
| Melhor Efeitos Especiais/Caracterização | |
| - Nuno Esteves “Blue”, por Peregrinação - Sara Menitra, por Zeus - Alexandra Espinhal, por A Ilha dos Cães - João Rapaz, por Verão Danado                                                                      | |

### Categorias Especiais
| Melhor Documentário em Longa-metragem | Melhor Documentário em Curta-metragem |
| --- | --- |
| - Nos Interstícios da Realidade ou o Cinema de António de Macedo, de João Monteiro - Ama-san, de Cláudia Varejão - Treblinka, de Sérgio Tréfaut - Rosas de Ermera, de Luís Filipe Rocha | - O Homem Eterno, de Luís Costa - António e Catarina, de Cristina Hanes - Reis do Sertão, de Pablo Antonio - Où En Êtes-Vous, João Pedro Rodrigues?, de João Pedro Rodrigues |
| Melhor Curta-metragem de Ficção | Melhor Curta-metragem de Animação |
| - Coelho Mau, de Carlos Conceição - Altas Cidades de Ossadas, de João Salaviza - A Língua, de Adriana Martins da Silva - Antes que a Noite Venha: Falas de Antígona, de Joaquim Pavão   | - A Gruta de Darwin, de Joana Toste - Das Gavetas Nascem Sons, de Vítor Hugo - Água Mole, de Laura Gonçalves e Alexandra Ramires (Xá) - Tocadora, de Joana Imaginário        |
| Melhor Série/Telefilme | |
| - Madre Paula — série da RTP - Vidago Palace — série da RTP - A Criação — série da RTP - A Família Ventura — minissérie da RTP                                                          | |

### Sophias Honorários
| Sophia de Carreira |
| --- |
| - Lauro António (realizador) - Ana Lorena (caracterizadora e atriz) - Artur Correia (realizador de animação) — póstumo |

## Filmes nomeados e premiados
| Nomeações | Filmes                     |
| --------- | -------------------------- |
| 14        | São Jorge                  |
| 11        | Al Berto                   |
| 11        | Peregrinação               |
| 6         | Fátima                     |
| 5         | A Fábrica de Nada          |
| 4         | Zeus                       |
| 3         | A Ilha dos Cães            |
| 3         | Índice Médio de Felicidade |
| 3         | Uma Vida à Espera          |
| 2         | O Divã de Estaline         |
| 2         | Ornamento e Crime          |
| 2         | Verão Danado               |

| Prémios | Filmes            |
| ------- | ----------------- |
| 7       | São Jorge         |
| 3       | Peregrinação      |
| 2       | A Fábrica de Nada |
| 2       | Uma Vida à Espera |

## Sophia Estudante
| Sophia Estudante |
| --- |
| - Snooze, de Dinis Leal Machado — ESMAD - A Claraboia, de Alícia Moreira — IPCA - Íris, de Renato Arroyo e Francisco Ferreira — Universidade Lusófona - Blondes Make the Best Victims, de Rita Ventura — ESMAD |